# Římov (kraj Wysoczyna)
Římov – miejscowość i gmina (obec) w Czechach, w kraju Wysoczyna, w powiecie Třebíč. W 2022 roku liczyła 440 mieszkańców.